# Clematis xiangguiensis
Clematis xiangguiensis är en ranunkelväxtart som beskrevs av Wen Tsai Wang. Clematis xiangguiensis ingår i släktet klematisar, och familjen ranunkelväxter. Inga underarter finns listade i Catalogue of Life.